# باولو رونديلي
باولو رونديلي (بالإيطالية: Paolo Rondelli)‏ (من مواليد 17 يونيو 1963) هو سياسي ودبلوماسي من سان مارينو.
أعلن رونديلي عن كونه مثليا. وٱنتخب في مارس 2022 كواحد من اثنين من الحاكمين الجديدين لسان مارينو شاغلا المنصب من 1 أبريل 2022 إلى 1 أكتوبر 2022 ليصبح أول رئيس دولة في العالم في العصر الحديث يعلن عن كونه مثلي الجنس.

## الحياة المهنية
ولد رونديلي في سان مارينو في 17 يونيو 1963، درس الهندسة الكيميائية في جامعة بولونيا وتخرج في عام 1990 بأطروحة حول «المخاطر المرتبطة بنقل المواد السامة». درس علوم البيئة والتقنيات البيئية في جامعة بولونيا في عامي 1994 و 1995. حصل رونديلي في مايو 2010 على شهادة الماجستير في الصحافة من برنامج تديره جامعة أوربينو وجامعة تور فيرغاتا في روما. تخرج رونديلي في نفس العام من كلية العلوم الإنسانية بجامعة بولونيا بأطروحة بعنوان «الديمقراطيات التي تمر بمرحلة انتقالية: حالة الصغار والكبار تراث المستقبل».
تخصص رونديلي كمهندس في قضايا البيئة والتنمية المستدامة وعمل مهندسًا مبتدئًا عند «سول سبا غروب» (بالإنجليزية: SOL SpA Group)‏ في إيطاليا من مارس 1989 إلى مارس 1990 ثم كمهندس مبتدئ للشركة الإيطالية إني («الوكالة الوطنية للمحروقات») من مايو 1991 إلى يوليو 1993. التحق في عام 1993 بإدارة سان مارينيو وعمل لأول مرة كخبير في التكنولوجيا والبيئة في «معهد الضمان الاجتماعي والصحة في سان مارينو» حيث عمل من يوليو 1993 إلى نوفمبر 1998. ثم تم نقله إلى «إدارة خدمات الشركات في سان مارينو»، حيث ظل هناك حتى تموز/يوليو 2001. وتم تعيينه في ذلك الشهر منسقا ل«إدارة مقاطعة الأقاليم في سان مارينو».
تعين رونديلي قبل شهر واحد فقط من نقله في نوفمبر 1998 رئيسًا لمجلس «إدارة شركة التصنيع المستقلة المملوكة للدولة» (بالإيطالية: Azienda Autonoma di Stato di Produzione)‏ (التابعة وزارة الأشغال العامة) وشغل هذا المنصب حتى نوفمبر 2003. تم تعيين رونديلي في يوليو 2001 أيضًا رئيسًا لقسم التخطيط والبيئة والزراعة في جمهورية سان مارينو ورئيس العمال لدى وزير العمل. وظل في هذا المنصب حتى أكتوبر 2003 عندما أصبح رئيسًا «لإدارة الوقاية والحماية والإدارة العامة والحماية المدنية في سان مارينو». كان باولو رونديلي من أبريل 2005 إلى أغسطس 2006 رئيسًا ل«إدارة الشؤون الخارجية والسياسية والتخطيط الاقتصادي والعدل في سان مارينو» ورئيسًا للعمال لدى وزير الخارجية. وكان أيضًا ممثل بلاده في الجمعية العامة للأمم المتحدة في نيويورك في سبتمبر 2005 والجمعية العامة لليونسكو في باريس (فرنسا) في أكتوبر 2005 ولجنة التراث العالمي لدى اليونسكو في فيلنيوس (ليتوانيا) في يوليو 2006.
كان رونديلي في أبريل 2005 عضوًا في وفد سان مارينو إلى مؤتمر السلطات المحلية والإقليمية في مجلس أوروبا. وكان عضوًا وبهذه الصفة في بعثات مراقبة الانتخابات إلى أذربيجان (أكتوبر 2006 وديسمبر 2009) ومولدوفا (ديسمبر 2006 ومارس 2007 ومارس 2008) وألبانيا (فبراير 2007) وكوسوفو (نوفمبر 2007 وديسمبر 2008) وصربيا (يناير 2007 ومايو 2008) وأرمينيا (سبتمبر 2008 ويونيو 2009) وإسرائيل (نوفمبر 2008) ومقدونيا الشمالية (مارس 2009). انضم رونديلي إلى اللجنة التوجيهية للديمقراطية المحلية والإقليمية ولجنة الخبراء حول المشاركة الديمقراطية والأخلاق العامة على المستويين المحلي والإقليمي لمجلس أوروبا في 2005.
كان رونديلي من أكتوبر 2006 إلى مايو 2007 الممثل الخاص لرئيس لجنة الوزراء لصربيا والجبل الأسود لدى مجلس أوروبا ومقرر لجنة التنمية المستدامة من أبريل 2005 إلى مايو 2010.
كان رونديلي سفيرا لسان مارينو إلى الولايات المتحدة من 25 يوليو 2007 إلى أكتوبر 2016. وقدم أوراق اعتماده إلى الرئيس جورج بوش الإبن في 25 يوليو 2007. تعتبر علاقة البلدين وفقًا لوزارة الخارجية الأمريكية في «حالة ممتازة».
أصبح رونديلي منذ عام 2019 عضوًا في المجلس الكبير العام (برلمان سان مارينيو) عن حزب «الحركة المدنية للتجديد - الإنصاف - ااشفافية- والاستدانة البيئية» (بالإيطالية: Movimento Civico Rinnovamento – Equità – Transparenza – Ecosostenibilità)‏.
أعلن رونديلي عن كونه مثليا. وٱنتخب في مارس 2022 كواحد من اثنين من الحاكمين الجديدين لسان مارينو شاغلا المنصب من 1 أبريل 2022 إلى 1 أكتوبر 2022 ليصبح أول رئيس دولة في العالم في العصر الحديث يعلن عن كونه مثلي الجنس.